# Paul Schölmerich
Paul Schölmerich (* 27. Juni 1916 in Kasbach-Ohlenberg; † 14. August 2015 in Mainz) war ein deutscher Internist und Hochschullehrer.

## Leben
Geboren in Kasbach bei Linz/Rhein als Bruder Joseph Schölmerichs, besuchte Schölmerich das humanistische Martinus-Gymnasium Linz. Nach dem Abitur studierte er von 1935 bis 1941 an der Rheinischen Friedrich-Wilhelms-Universität Bonn, der Universität Leipzig, der Universität Innsbruck und der Universität Wien Medizin und Psychologie. Nach Staatsexamen und Promotion  1941 in Leipzig diente er bis Juli 1944 als Sanitätsoffizier in Wehrmachtslazaretten und als Truppenarzt bei der Luftwaffe (Wehrmacht) mit zwei Jahren Truppenarztdienst an der Ostfront. Von Juli 1944 bis Dezember 1945 war er wissenschaftlicher Assistent am W. G. Kerckhoff-Institut für Kreislaufforschung (heute Max-Planck-Institut) in Bad Nauheim und erhielt dort durch Hans Schaefer seine theoretische Ausbildung in der Physiologie. Von 1946 bis 1963 war Paul Schölmerich an der Medizinischen Universitätsklinik Marburg tätig. Hier erfolgte die Weiterbildung zum Facharzt für Innere Medizin, 1952 die Habilitation für Innere Medizin und 1958 die Ernennung zum apl. Professor. Zu Schölmerichs klinischen Weiterbildenden gehörten Alfred Schwenkenbecher und Hans Erhard Bock. 1963 wurde er auf den Lehrstuhl für Innere Medizin und zum Direktor der II. Medizinischen Klinik und Poliklinik der Universität Mainz berufen. 1989 veröffentlichte er gemeinsam mit Ernst Mutschler als Herausgeber eine Übersicht zur molekularbiologischen Grundlagenforschung.
1982 wurde er emeritiert. Er verstarb am 14. August 2015 in Mainz.

## Mitgliedschaften (Auswahl)
- seit 1973 Mitglied der Akademie der Wissenschaften und der Literatur in Mainz
- 1976 Wahl in die Deutsche Akademie der Naturforscher Leopoldina

## Auszeichnungen (Auswahl)
- 1974 Ernst-von-Bergmann-Plakette
- 1986 Ludwig-Heilmeyer-Medaille in Gold
- 1987 Verleihung der Ehrendoktorwürde (Dr. med. h. c.) durch die Ruhr-Universität Bochum
- 1994 Paracelsus-Medaille der Deutschen Ärzteschaft (1994)
- 2000 Gustav-von-Bergmann-Medaille in Gold der Deutschen Gesellschaft für Innere Medizin